# Betelförsamlingen, Fillinge
Betelförsamlingen, Fillinge var en församling i Fillinge, Linköpings kommun.

## Administrativ historik
Församlingen bildades 1928. År 1994 gick församlingen samman med Vårdsbergs baptistförsamling och bildade Bankekind och Vårdsbergs frikyrkoförsamling.